# Šime Kurelić
Šime Kurelić je bio hrvatski političar iz Pićna i preporoditelj istarskih Hrvata. 
Pripadao je najznamenitijim Istranima svog vremena koji su branili, čuvali i štitili hrvatski nacionalni duh za burnih vremena talijanizacije Istre.
Godine 1897. bio je na čelu tek osnovane Hrvatske čitaonice u Pazinu. Bio je tajnikom Đačkog pripomoćnog društva iz Pazina, a Dinko Trinajstić predsjednik. Kurelić je sudjelovao 1901. u projektu prikupljanja novca za izgradnju hrvatskog đačkog konvikta u Pazinu, za učenike pazinske hrvatske gimnazije, zajedno s Dinkom Trinajstićem, nastojeći isposlovati financijsku pomoć u Zagrebu od Prve hrvatske štedonice. Po Strossmayerovu naputku, 1903. je godine ustanovljen poseban odbor sa zadatkom da prikuplja sredstva za izgradnju doma, a Kurelić je u tom odboru bio blagajnik. Ostali odbornici u tom odboru bili su Vjekoslav Spinčić, Dinko Trinajstić, Antun Kalac, Matko Laginja, Andrija Stanger, Dinko Vitezić, Fran Volarić i
Vinko Zamlić. Radovi su počeli 1913., prema projektu arhitekta benediktinca Anzelma Wernera.
Došao je na mjesto načelnika Pazina nakon Dinka Trinajstića, koji je uspio postaviti pazinsku općinu na zdrave noge, da zelenaši i talijanaši više nisu mogli za sušnih godina manipulirati siromašnim pazinskim težacima, mahom Hrvatima. Budući da je Trinajstić je tako dobro vodio općinu da je na svoju stranu privukao one koji su do tada bili neodlučni ili ovisni, stvrio je takvu većinu, da je Šime Kurelić, načelnik koji je došao iza njega, imao tako veliku bazu da je bio načelnikom dva desetljeća sve dok Italija nije 1918. okupirala taj kraj, a Kurelića zatočila.
Krajem Prvog svjetskog rata odnosno nakon što je 29. listopada 1918. proglašena Država Slovenaca, Hrvata i Srba u koju je spadala i Istra., Kurelić se našao u Narodnom vijeću Slovenaca, Hrvata i Srba, tijelu čije je Predsjedništvo u Zagrebu bilo najviša vlast u toj državi. Osim Kurelića, još je nekoliko hrvatskih političara s Istre bilo u tom tijelu:  Josip Grašić, Vjekoslav Spinčić, Matko Laginja i Đuro Červar. U društvo ih je delegiralo Političko društvo za Hrvate i Slovence u Istri, čijim je bio odbornikom. Ostali odbornici bili su Vjekoslav Spinčić, Jakov Buretić iz Boljuna, Šime Defar iz Tinjana, Ferdo Hrdy iz Sv. Lovreća, Kazimir Jelušić iz Kastva, Ivo Lovrić iz Malog Lošinja, Franjo Pučić iz Žminja, Mate Sanković iz Dana, Gaspar Živković iz Bačve, Viktor Marotti iz Marčana, Anton Antončić iz Krka, Đuro Červar iz Pule, Fran Flego iz Buzeta, Fran Grunt iz Novaka, Konrad Janežič iz Voloskog, Liberat Sloković iz Sv. Petra, Dinko Trinajstić iz Pazina i Ivan Cukon (Zuccon) iz Pule. Bio je pripadnik hrvatskih zastupnika u Istarskom saboru 1909. godine.
Tih su dana uspostavljani organi narodne vlasti, odbori Narodnoga vijeća. Ti su odbori po Istri preuzimali vlast u općinama koje su imale hrvatsku i slovensku većinu. U Kurelićevom je gradu Pazinu takav odbor osnovan 29. listopada 1918., a predsjedao mu je sam Šime Kurelić.